# 阿伯特 (內布拉斯加州)
阿伯特（英語：Abbott）是位於美國內布拉斯加州霍爾縣的非建制地區。

## 歷史
阿伯特的郵局於1887年設立，其後於1937年停運。

## 地理
阿伯特所處的海拔為高於海平面579米（即1900英呎），而該地所採用的時區為UTC-6，即北美中部时区（CST）。同時該地設有夏令時間，為UTC-6調快一小時，即UTC-5（CDT）。